# Abby Earl
Abby Earl es una actriz australiana conocida por interpretar a Anna Bligh en la serie A Place to Call Home.

## Biografía
En el 2009 comenzó un curso de tres años en el Western Australian Academy of Performing Arts "WAAPA".

## Carrera
En el 2012 apareció como invitada en un episodio de la serie Underbelly: Badness donde dio vida a Karina. Ese mismo año apareció en la película The Great Mint Swindle donde interpretó a Diana, el interés romántico de Peter Mickelberg (Todd Lasance). 
En el 2013 obtuvo su primer papel importante en la televisión cuando se unió al elenco principal de la serie A Place to Call Home donde interpreta a Anna Bligh, hasta ahora.

## Filmografía

### Series de Televisión
| Año             | Título               | Personaje  | Notas                        |
| --------------- | -------------------- | ---------- | ---------------------------- |
| 2013 - presente | A Place to Call Home | Anna Bligh | 57 episodios                 |
| 2012            | Underbelly: Badness  | Karina     | episodio "Thy Will Be Done"  |
| 2007            | Love My Way          | Chloe      | episodio "Say What You Mean" |

### Películas
| Año  | Título                 | Personaje  | Notas                                                                                             |
| ---- | ---------------------- | ---------- | ------------------------------------------------------------------------------------------------- |
| 2012 | The Great Mint Swindle | Diana      | junto a Grant Bowler, Todd Lasance, Josh Quong Tart, Shane Bourne, John Batchelor & Maya Stange   |
| 2011 | Bonsai                 | Karina     | corto - junto a Charlotte Hazzard, Kalliope Rice, Nicole Shostak & Nicholas Westaway              |
| 2011 | Carnations             | Mesera     | corto - junto a Ash Bee, Margaret Burnand, Blake Erickson & Lloyd Harvey                          |
| 2010 | Bella the Ballerina    | Cenicienta | corto - junto a Paul Michael Ayre, Kelly Clarke, Lloyd Harvey, Brianna la Rance & Hayley McCarthy |

### Equipo Misceláneo
| Año  | Título     | Notas                     |
| ---- | ---------- | ------------------------- |
| 2011 | Carnations | corto - efectos digitales |

### Teatro[3]
| Año  | Título        | Personaje    | Director (a) | Teatro         | Notas                                                                                          |
| ---- | ------------- | ------------ | ------------ | -------------- | ---------------------------------------------------------------------------------------------- |
| 2013 | Phèdre        | Aricia       | Peter Evans  | Merlyn Theatre | junto a Marco Chiappi, Julie Forsyth, Edmund Lembke-Hogan, Catherine McClements & Bert Labonte |
| -    | Anna Karenina | Anna         | -            | -              | -                                                                                              |
| -    | The Oresteia  | Clytemnestra | -            | -              | -                                                                                              |
| -    | The Seagull   | Masha        | -            | -              | -                                                                                              |

## Premios y nominaciones
| Año  | Categoría                    | Premio             | Serie                | Resultado |
| ---- | ---------------------------- | ------------------ | -------------------- | --------- |
| 2014 | Most Popular New Talent      | Silver Logie Award | A Place to Call Home | Nominada  |
| -    | Best Female Actor in Film    | -                  | -                    | Ganó      |
| -    | Best Female Actor in Theatre | -                  | -                    | Ganó      |